# 女番长
女番长（日語：スケバン/ 助番）是指日本的少女帮派头目，也可指代整个少女帮派，不過女番长不能指代少女帮派中的任何非头目成员。
女番长原本只是少年犯之间才会使用，但自1972年起，大众也逐渐开始用女番长指代某些亚文化。由于日本的一些男性帮派拒绝接纳女性成员，少女帮派因而产生。
女番长最早于1960年代出现于日本。1970年代，女番长少女帮派开始增多。起初这种少女帮派仅仅是一小群在学校卫生间偷偷吸烟的女生，随着时间的推移，她们的人数和犯罪规模也都扩大了。少女帮派常做的事包括暴力与店铺盗窃。各个少女帮派规模不等，东京的“联合商店盗窃组”大概有80名成员，而关东的“女性犯罪联盟”据说则有大约两万名成员。当时，少女帮派在日本的犯罪行为和暴力程度已达到相当高的程度。